# Dinotoperla bassae
Dinotoperla bassae är en bäcksländeart som beskrevs av Hynes 1982. Dinotoperla bassae ingår i släktet Dinotoperla och familjen Gripopterygidae. Inga underarter finns listade i Catalogue of Life.